# Ošjak
Koordinati:   42°57′42″N, 16°40′50″E
Ošjak je majhen nenaseljen otoček v Jadranskem morju. Pripada Hrvaški.
Ošjak, ki leži pred vhodom v pristaniško mesto Vela Luka na otoku Korčuli, je zaradi flore, ki se nahaja na njem, naravovarstveno zaščiten otoček. Ošjak, ki je od Vele Luke oddaljen okoli 3 km ima površino 0,213 km². Dolžina obalnega pasu meri 1.96 km. Najvišji vrh je visok 62 mnm